# NGC 215
NGC 215 (również PGC 2451) – galaktyka eliptyczna (E-S0), znajdująca się w gwiazdozbiorze Feniksa. Odkrył ją John Herschel 28 października 1834 roku.